# Moctezuma (Sonora)
Moctezuma es un pueblo ubicado en el centro del estado de Sonora, en México, es cabecera del municipio de Moctezuma y se localiza a una altitud de 677 metros sobre el nivel del mar. Su nombre original era Oposura.
Un jesuita llamado Marcos del Río quien en el año de 1644 consiguió su fundación, hay quienes afirman que durante la Revolución Cristera en 1926 se vieron inscripciones que versaban: "Oposura 1630". Personas nativas del lugar refieren que a principios del siglo XX, cuando se construyó el Altar Mayor, se tumbó el primer arco de la nave (frente al Altar Mayor) y se comprobó que tenía los números 1626.
Compuesto por descendientes de ópatas, este pueblo está situado en la margen izquierda del río Moctezuma, de tierras fértiles de fácil irrigación, donde su gente de dedica principalmente a la ganadería y a la minería. El nombre fue cambiado de Oposura a Moctezuma por decreto de la Segunda Legislatura del Estado de Occidente el 5 de septiembre de 1828, en honor a Francisco Moctezuma quien era entonces ministro de Guerra y Marina en el gobierno nacional.
Además de las tradicionales fiestas de la Candelaria cada 5 de febrero y el festival de talabartería.
En las tradicionales fiestas patronales se presentan diferentes artistas como:
Gabito Ballesteros
El Fantasma
La Brisa 
Entre otros,además de la montura de caballos más grande del mundo.

## La Antigua Oposura en textos del tiempo de las Misiones
Oposura se menciona en los escrito del algunos misioneros.  Describen su entorno, costumbres; es común que se haga referencia de sus condiciones idóneas para establecer casas de formación para clérigos o como lugar para recuperase de ciertas enfermedades. El padre jesuita, Juan Nentwig   (1713-1768). Al describir el templo de Oposura llega a decir que "bien puede considerarse la 'catedral'" de Sonora.

## Clima
El municipio de Moctezuma cuenta con un clima seco, semicálido con una temperatura media máxima anuales de 29 °C en los meses de junio y julio y una temperatura mínima anual de alrededor de 12 °C en los meses de diciembre y enero, la temperatura media anual es de 12.2 °C. La precipitación promedio anual ronda en los 491.4 mm.
| Parámetros climáticos promedio de Moctezuma, Sonora (1951-2010)                 | Parámetros climáticos promedio de Moctezuma, Sonora (1951-2010) | Parámetros climáticos promedio de Moctezuma, Sonora (1951-2010) | Parámetros climáticos promedio de Moctezuma, Sonora (1951-2010) | Parámetros climáticos promedio de Moctezuma, Sonora (1951-2010) | Parámetros climáticos promedio de Moctezuma, Sonora (1951-2010) | Parámetros climáticos promedio de Moctezuma, Sonora (1951-2010) | Parámetros climáticos promedio de Moctezuma, Sonora (1951-2010) | Parámetros climáticos promedio de Moctezuma, Sonora (1951-2010) | Parámetros climáticos promedio de Moctezuma, Sonora (1951-2010) | Parámetros climáticos promedio de Moctezuma, Sonora (1951-2010) | Parámetros climáticos promedio de Moctezuma, Sonora (1951-2010) | Parámetros climáticos promedio de Moctezuma, Sonora (1951-2010) | Parámetros climáticos promedio de Moctezuma, Sonora (1951-2010) |
| Mes                                                                             | Ene.                                                            | Feb.                                                            | Mar.                                                            | Abr.                                                            | May.                                                            | Jun.                                                            | Jul.                                                            | Ago.                                                            | Sep.                                                            | Oct.                                                            | Nov.                                                            | Dic.                                                            | Anual                                                           |
| ------------------------------------------------------------------------------- | --------------------------------------------------------------- | --------------------------------------------------------------- | --------------------------------------------------------------- | --------------------------------------------------------------- | --------------------------------------------------------------- | --------------------------------------------------------------- | --------------------------------------------------------------- | --------------------------------------------------------------- | --------------------------------------------------------------- | --------------------------------------------------------------- | --------------------------------------------------------------- | --------------------------------------------------------------- | --------------------------------------------------------------- |
| Temp. máx. abs. (°C)                                                            | 31.0                                                            | 42.0                                                            | 46.0                                                            | 42.0                                                            | 46.0                                                            | 47.0                                                            | 46.0                                                            | 42.0                                                            | 46.0                                                            | 40.3                                                            | 37.0                                                            | 38.5                                                            | 47.0                                                            |
| Temp. máx. media (°C)                                                           | 21.6                                                            | 23.8                                                            | 26.7                                                            | 30.7                                                            | 35.0                                                            | 39.1                                                            | 37.0                                                            | 35.3                                                            | 35.4                                                            | 31.3                                                            | 25.9                                                            | 22.2                                                            | 30.3                                                            |
| Temp. media (°C)                                                                | 11.8                                                            | 13.9                                                            | 16.4                                                            | 19.7                                                            | 24.0                                                            | 28.9                                                            | 29.5                                                            | 28.2                                                            | 26.7                                                            | 21.7                                                            | 15.7                                                            | 12.3                                                            | 20.7                                                            |
| Temp. mín. media (°C)                                                           | 2.0                                                             | 3.9                                                             | 6.0                                                             | 8.8                                                             | 13.0                                                            | 18.6                                                            | 21.9                                                            | 21.2                                                            | 18.1                                                            | 12.0                                                            | 5.5                                                             | 2.4                                                             | 11.1                                                            |
| Temp. mín. abs. (°C)                                                            | -8.0                                                            | -7.2                                                            | -3.5                                                            | 1.0                                                             | 0.8                                                             | 9.0                                                             | 17.8                                                            | 15.5                                                            | 9.8                                                             | 2.0                                                             | -5.5                                                            | -10.0                                                           | -10.0                                                           |
| Precipitación total (mm)                                                        | 25.8                                                            | 16.5                                                            | 15.0                                                            | 5.9                                                             | 5.7                                                             | 30.5                                                            | 156.6                                                           | 119.5                                                           | 46.5                                                            | 29.1                                                            | 11.5                                                            | 28.8                                                            | 491.4                                                           |
| Días de precipitaciones (≥ 0.1 mm)                                              | 2.7                                                             | 1.9                                                             | 2.1                                                             | 1.0                                                             | 0.9                                                             | 2.7                                                             | 13.3                                                            | 10.8                                                            | 4.8                                                             | 2.4                                                             | 1.7                                                             | 2.7                                                             | 46.7                                                            |
| Fuente: Servicio Meteorológico Nacional. Actualizado el 6 de diciembre de 2016. |                                                                 |                                                                 |                                                                 |                                                                 |                                                                 |                                                                 |                                                                 |                                                                 |                                                                 |                                                                 |                                                                 |                                                                 |                                                                 |

## Aspectos Socioeconómicos
La población económicamente activa del Municipio es de 6,587 habitantes y la población inactiva de 3,631. De los habitantes activos 1.173 se encuentran ocupados, de éstos el 33,6% en actividades correspondientes al sector primario, el 15,5% en el sector secundario, un 42,4% en el sector terciario y un 8.5% no especifica actividad. Son 1.173 habitantes sin ocupación.

### Ganadería
Se centra en la cría y el desarrollo de ganado vacuno, y en la cría de gallinas y porcinos.

### Comercio
El comercio y el sector servicios, en su conjunto, representan la actividad económica más importante en el Municipio, ya que generan 527 empleos directos que representan el 45% de la población ocupada. Esta actividad se desarrolla en 57 establecimientos, de los cuales 52 son de la iniciativa privada y 5 son operados por el sistema CONASUPO.
En lo que se refiere al tipo de establecimientos se cuenta con 27 abarrotes, 3 minisupers, 9 carnicerías, 2 fruterías, 2 tiendas de ropa, 4 farmacias, 5 ferreterías, 4 misceláneas y 2 dulcerías.

### Educación
La infraestructura educativa con que se cuenta asciende a 12 planteles escolares, entre los cuales está 2 jardines de niños, 1 escuelas primarias que cuenta con 2 turnos , una escuela secundaria, una especial, un bachillerato y una escuela a nivel superior. Dicha infraestructura se considera suficiente para atender a la población demandante. Además en 2002 fue inaugurada la Universidad de la Sierra, máxima casa de estudios de la región serrana, la cual cuenta con las carreras de Ingeniero en Telemática y Sistemas, Ingeniero en Productividad y Calidad, licenciado en Administración de Empresas, licenciado en Turismo Rural y licenciado en Biología.

### Salud
El servicio médico que se presta en el Municipio es de primero y segundo nivel, teniendo que recurrir a la ciudad de Hermosillo para recibir atención especializada. La infraestructura con que se cuenta es de una unidad médica y 2 consultorios de primer nivel que permiten atender a la totalidad de la población.
El Municipio de Moctezuma posee un Hospital Básico con especialidades, y que cuenta con una clínica del IMSS, así como del ISSSTE y ISSSTESON.

### Agua Potable
En el Municipio todas las comunidades cuentan con el servicio de agua potable, beneficiando a 4,054 habitantes, lo que representa un 99% de la población total.

### Alcantarillado
En lo que se refiere a alcantarillado, solo la cabecera municipal cuenta con el elemental servicio. La población restante resuelve el problema por medio de letrinas y fosas sépticas.

### Electrificación
El total de las localidades del Municipio cuenta con energía eléctrica beneficiando a 4,012 habitantes, lo que significa una cobertura del 98%.

### Hospedaje
En materia de hospedaje se cuentan con varios hoteles entre ellos el hotel Abril, la Posada, Hotel San Antonio, Hotel San Joaquín y, hotel "El Vaquero."

## Turismo
Rumbo a Mazocahui, a 160 aproximadamente de la ciudad de Hermosillo, su principal atractivo es el concepto, ya que se oferta como un rancho de trabajo.

### Turismo Rural
Además cuenta con varias rutas diseñadas y señaladas para bicicleta de montaña, caminatas, senderos interpretativos de flora y su uso tradicional, acarreo de ganado, rutas de cabalgatas, además de que por ser un rancho ganadero propio de la región cuenta con cientos de cabezas de ganado brangus, la posibilidad de participar en corridas; este tipo de ranchos es conocido por los tour operadores como Work´s Ranch. La vegetación de esta zona está caracterizada por encino - pino, se pueden encontrar algunas especies de fauna como el león americano (puma), el venado cola blanca y el jabalí, entre otros.
Al mismo tiempo ofrece como parte de sus actividades complementarias un viaje a la población de Moctezuma y Mazocahui, cuyas poblaciones ofrecen distintos recorridos cortos, donde el turista podrá observar las artesanías, la iglesia y la plaza, entre otros, los cuales son sitios que se contemplan y disfrutan al máximo.

## Actividades
- Cabalgata
- Senderismo
- Safari fotográfico
- Campismo